# Sirač
Sirač – wieś w Chorwacji, w żupanii bielowarsko-bilogorskiej, siedziba gminy Sirač. W 2021 roku liczyła 1152 mieszkańców.